# Bengt Dansson (båt)
Bengt Dansson (båt) omnämnd 1396-1429, var en svensk lagman i Ölands lagsaga 1423-1429.

## Biografi
1412 nämns Bengt Dansson i samband med ett kvitto från biskop Hemming (1388)–(1406) angående en återbetalning av drottning Margareta skänkta pengar till Växsjö domkyrka som Hemming för egen räkning använt men som nu återbetalats.
1417, den 9 maj pantförskriver Inge Ingesson (Stjärnbjälke?) till Bengt Dansson gårdar i Ryssby och Böle i Ryssby socken, Norra Möre härad.

## Familj
Gift med Ingelöv Matsdotter (sparre), dotter till Mats Gustavsson (sparre) och Birgitta Magnusdotter (Aspenäsätten) till Edshult.
1. Birgitta Bengtsdotter (båt).